# Torneo de Adecuación 2015 (Venezuela)
El Torneo Adecuación 2015 conocida como “Copa Traki” por motivos de patrocinio fue un torneo de la primera división venezolana organizada por la Federación Venezolana de Fútbol. Tuvo características especiales, ya que se presentó como un torneo de transición para que las temporadas de la primera división venezolana quedaran de calendario Europeo a Calendario Anual.

## Aspectos generales

### Modalidad
El torneo se juega con el formato todos contra todos en una rueda de 19 fechas, en los que participan veinte equipos. Los mejores ocho de la primera ronda clasifican a una liguilla, con enfrentamientos de ida y vuelta, para definir al Campeón. Los finalistas del torneo obtienen cupo a la Copa Sudamericana 2016.
Todo lo concerniente a un empate de puntos al finalizar el Torneo entre dos clubes, se dilucidará en favor del Club que ganó el encuentro jugado entre ambos; y de haber un empate en el enfrentamiento, en favor del Club que tenga mejor diferencia de goles a favor. Si persiste, se tomará en cuenta quien haya marcado más goles a favor; Si el empate es entre tres o más clubes, se define en favor del Club que tenga más puntos obtenidos solo entre los cruces de los clubes involucrados.

## Equipos participantes

### Equipos porregión
| Región                   | N.º | Equipos |
| ------------------------ | --- | --- |
| Región Capital           | 6   | Atlético Venezuela, Caracas FC, Petare FC, Metropolitanos FC, Deportivo La Guaira y Estudiantes de Caracas SC |
| Región Central           | 2   | Aragua y Carabobo FC                                                                                          |
| Región Guayana           | 2   | CD Mineros de Guayana y Tucanes FC                                                                            |
| Región de los Andes      | 5   | Estudiantes de Mérida, Deportivo Táchira, Trujillanos FC, Ureña SC, y Zamora FC                               |
| Región Centro Occidental | 3   | Deportivo Lara, Llaneros FC, Portuguesa FC                                                                    |
| Región Nor-Oriental      | 1   | Deportivo Anzoátegui SC                                                                                       |
| Región Zuliana           | 1   | Zulia FC |

### Relevos temporada anterior
| Club                   | Ascendido como                      |
| ---------------------- | ----------------------------------- |
| Ureña SC               | Campeón Segunda División 2014/15    |
| Estudiantes de Caracas | Subcampeón Segunda División 2014/15 |

### Información de los equipos
| Club                                      | Ciudad          | Entrenador            | Estadio                      | Capacidad | Indumentaria    | Patrocinador Principal              |
| ----------------------------------------- | --------------- | --------------------- | ---------------------------- | --------- | --------------- | ----------------------------------- |
| Deportivo Lara                            | Cabudare        | Rafael Dudamel        | Metropolitano de Cabudare    | 47.913    | Adidas          | SoloDeportes                        |
| Aragua Fútbol Club                        | Maracay         | Juvencio Betancourt   | Hermanos Ghersi              | 16.000    | Legea           | Gobierno Bolivariano de Aragua      |
| Atlético Venezuela C.F.                   | Caracas         | José Hernández        | Brígido Iriarte              | 10.000    | Adidas          | PDVSA                               |
| Carabobo Fútbol Club                      | Carabobo        | Jhonny Ferreira       | Polideportivo Misael Delgado | 10.400    | Kelme           | No tiene                            |
| Caracas Fútbol Club                       | Caracas         | Eduardo Saragó        | Olímpico de la UCV           | 24.900    | Adidas          | Maltín Polar                        |
| Deportivo Anzoategui S.C.                 | Barcelona       | José Luis Dolguetta   | José Antonio Anzoátegui      | 40.000    | Skyros          | Gobierno Bolivariano de Anzoategui  |
| Deportivo La Guaira                       | Caracas         | Leonardo González     | Olímpico de la UCV           | 24.900    | Adidas          | Traki                               |
| Deportivo Táchira F.C                     | San Cristóbal   | Daniel Farías         | Pueblo Nuevo                 | 38.755    | Adidas          | Gobernación Bolivariana del Táchira |
| Estudiantes de Caracas Sport Club         | Caracas         | Charles López         | Brígido Iriarte              | 10.000    | Beethoven Sport | Maltín Polar                        |
| Estudiantes de Mérida F.C                 | Mérida          | Francisco Moreno      | Metropolitano de Mérida      | 42.200    | Academia SW     | Gobierno Socialista de Mérida       |
| Llaneros de Guanare EF                    | Guanare         | Jorge Pérez           | Rafael Calles Pinto          | 13.000    | No Tiene        | Portuguesa Socialista               |
| Metropolitanos FC                         | Caracas         | Hugo Savarese         | Olímpico de la UCV           | 24.900    | More Desing     | Seguros Venezuela                   |
| Mineros de Guayana                        | Ciudad Guayana  | Luis Vera             | CTE Cachamay                 | 41.600    | Sport Jugados   | Gobernación de Bolívar Traki        |
| Petare Fútbol Club                        | Caracas         | Jhon Giraldo          | Olímpico de la UCV           | 24.900    | Xtrem           | Herbalife                           |
| Portuguesa F.C.                           | Araure          | Lenin Bastidas        | José Antonio Paez            | 14.000    | Uhlsport        | Arroz Santoni                       |
| Tucanes de Amazonas F.C.                  | Puerto Ayacucho | Saúl Maldonado        | Antonio José de Sucre        | 10.000    | Forte           | Gobernación de Amazonas             |
| Trujillanos Fútbol Club                   | Valera          | Horacio Matuszyczk    | Estadio José Alberto Pérez   | 26.000    | Mundo Creativo  | PDVSA                               |
| Ureña SC                                  | Ureña           | Ronaldi Contreras     | Pueblo Nuevo                 | 38.755    | EBENEZER        | Materiales La Unión                 |
| Zamora Fútbol Club                        | Barinas         | Francesco Stifano     | Agustín Tovar                | 24.396    | Adidas          | PDVSA Movilnet                      |
| Zulia Fútbol Club                         | Maracaibo       | Juan Domingo Tolisano | José Encarnación Romero      | 42.000    | Uhlsport        | Herbalife                           |
| Datos actualizados el 11 de julio de 2015 |                 |                       |                              |           |                 |                                     |

## Estadios
| Estadio Metropolitano de Cabudare                                                                              | | |
| Estadio Metropolitano de Cabudare Ciudad: Cabudare Capacidad: 47.913 Club: Deportivo Lara                      | Estadio Metropolitano de Mérida Ciudad: Mérida Capacidad: 42,200 Club: Estudiantes de Mérida                            | Estadio José Encarnación Romero Ciudad: Maracaibo Capacidad: 42,000 Club: Zulia                         |
| | | |
| Estadio Cachamay Ciudad: Ciudad Guayana Capacidad: 41,600 Club: Mineros de Guayana                             | Estadio José Antonio Anzoátegui Ciudad: Barcelona Capacidad: 40,000 Club: Deportivo Anzoategui S.C.                     | Polideportivo de Pueblo Nuevo Ciudad: San Cristóbal Capacidad: 41,985 Club: Deportivo Táchira, Ureña SC |
| | | |
| Estadio Agustín Tovar Ciudad: Barinas Capacidad: 24,396 Club: Zamora                                           | Estadio Olímpico de la UCV Ciudad: Caracas Capacidad: 24,900 Club: Caracas, Petare, Deportivo La Guaira, Metropolitanos | Polideportivo Misael Delgado Ciudad: Valencia Capacidad: 10,400 Club: Carabobo                          |
| | | |
| Hermanos Ghersi Ciudad: Maracay Capacidad: 16,000 Club: Aragua                                                 | estadio José Antonio Páez Ciudad: Acarigua Capacidad: 14,000 Club: Portuguesa FC                                        | Rafael Calles Pinto Ciudad: Guanare Capacidad 13,000 Club: Llaneros de Guanare F.C.                     |
| | | |
| Antonio José de Sucre Ciudad: Puerto Ayacucho Capacidad: 10,000 (15,000 de pie) Club: Tucanes de Amazonas F.C. | Estadio Brígido Iriarte Ciudad: Caracas Capacidad: 10,000 Club: Atlético Venezuela, Estudiantes de Caracas S.C.         | Estadio José Alberto Pérez Ciudad: Valera Capacidad: 25,000 Club: Trujillanos                           |

## Clasificación
|                                                                       |     | Equipos de fútbol      |  | PJ | G  | E  | P  | GF | GC | Dif | Pts |
| --------------------------------------------------------------------- | --- | ---------------------- |  | -- | -- | -- | -- | -- | -- | --- | --- |
|                                                                       | 1.  | Deportivo La Guaira    |  | 19 | 12 | 6  | 1  | 35 | 13 | +22 | 42  |
|                                                                       | 2.  | Zamora FC              |  | 19 | 12 | 4  | 3  | 43 | 22 | +21 | 40  |
|                                                                       | 3.  | Deportivo Táchira      |  | 19 | 8  | 9  | 2  | 37 | 17 | +20 | 33  |
|                                                                       | 4.  | Zulia FC               |  | 19 | 8  | 9  | 2  | 23 | 16 | +16 | 33  |
|                                                                       | 5.  | Aragua FC              |  | 19 | 9  | 5  | 5  | 25 | 20 | +5  | 32  |
|                                                                       | 6.  | Mineros de Guayana     |  | 19 | 8  | 7  | 4  | 33 | 20 | +13 | 31  |
|                                                                       | 7.  | Caracas FC             |  | 19 | 7  | 10 | 2  | 23 | 10 | +13 | 31  |
|                                                                       | 8.  | Deportivo Lara         |  | 19 | 9  | 4  | 6  | 26 | 22 | +4  | 31  |
|                                                                       | 9.  | Trujillanos FC         |  | 19 | 8  | 6  | 5  | 25 | 22 | +3  | 30  |
|                                                                       | 10. | Estudiantes de Caracas |  | 19 | 5  | 9  | 5  | 18 | 27 | -9  | 24  |
|                                                                       | 11. | Deportivo Anzoátegui   |  | 19 | 7  | 3  | 9  | 24 | 26 | -2  | 24  |
|                                                                       | 12. | Carabobo FC            |  | 19 | 4  | 11 | 4  | 16 | 16 | 0   | 23  |
|                                                                       | 13. | Llaneros de Guanare    |  | 19 | 5  | 7  | 7  | 20 | 21 | -1  | 22  |
|                                                                       | 14. | Portuguesa FC          |  | 19 | 6  | 2  | 11 | 21 | 27 | -5  | 20  |
|                                                                       | 15. | Estudiantes de Mérida  |  | 19 | 5  | 4  | 10 | 16 | 25 | -9  | 19  |
|                                                                       | 16. | Atlético Venezuela     |  | 19 | 4  | 4  | 11 | 17 | 28 | -11 | 16  |
|                                                                       | 17. | Ureña SC               |  | 19 | 3  | 7  | 9  | 18 | 40 | -22 | 16  |
|                                                                       | 18. | Petare FC              |  | 19 | 3  | 6  | 10 | 11 | 32 | -21 | 15  |
|                                                                       | 19. | Metropolitanos FC      |  | 19 | 4  | 2  | 13 | 14 | 30 | -16 | 14  |
|                                                                       | 20. | Tucanes de Amazonas    |  | 19 | 3  | 5  | 11 | 12 | 33 | -21 | 14  |
| Datos actualizados al: 18 de noviembre de 2015 (Jornada 18 cumplida). |     |                        |  |    |    |    |    |    |    |     |     |

Pts = Puntos; PJ = Partidos jugados; G = Partidos ganados; E = Partidos empatados; P = Partidos perdidos; GF = Goles anotados; GC = Goles recibidos; Dif = Diferencia de goles
|  |                                                                                            |
|  | Parcialmente clasificados a cuartos de final.                                              |
|  | Zona de Playoff Por la Permanencia Contra 2.º Clasificado de Segunda División de Venezuela |
|  | Desciende a Segunda División de Venezuela                                                  |

### Evolución de la clasificación
| Equipo / Jornada       | 1  | 2  | 3  | 4  | 5  | 6  | 7  | 8  | 9  | 10 | 11 | 12 | 13 | 14 | 15 | 16 | 17 | 18 | 19 |
| ---------------------- | -- | -- | -- | -- | -- | -- | -- | -- | -- | -- | -- | -- | -- | -- | -- | -- | -- | -- | -- |
| Deportivo La Guaira    | 7  | 5  | 10 | 8  | 10 | 14 | 10 | 6  | 5  | 5  | 4  | 1  | 1  | 1  | 1  | 2  | 2  | 2  | 1  |
| Zamora FC              | 10 | 3  | 9  | 6  | 5  | 7  | 4  | 7  | 4  | 2  | 1  | 2  | 2  | 2  | 2  | 1  | 1  | 1  | 2  |
| Deportivo Táchira      | 3  | 4  | 4  | 4  | 4  | 2  | 2  | 4  | 7  | 9  | 8  | 6  | 5  | 5  | 4  | 4  | 3  | 3  | 3  |
| Zulia FC               | 14 | 2  | 2  | 1  | 1  | 1  | 1  | 1  | 1  | 1  | 5  | 5  | 7  | 7  | 7  | 8  | 7  | 6  | 4  |
| Aragua FC              | 2  | 11 | 15 | 16 | 15 | 9  | 7  | 3  | 5  | 4  | 3  | 3  | 3  | 4  | 3  | 3  | 6  | 4  | 5  |
| Mineros de Guayana     | 18 | 9  | 7  | 5  | 6  | 5  | 5  | 2  | 3  | 7  | 9  | 8  | 8  | 11 | 10 | 10 | 8  | 9  | 6  |
| Caracas FC             | 1  | 1  | 1  | 3  | 3  | 4  | 3  | 5  | 2  | 6  | 6  | 9  | 6  | 6  | 6  | 5  | 4  | 5  | 7  |
| Deportivo Lara         | 16 | 16 | 11 | 15 | 11 | 10 | 8  | 8  | 6  | 3  | 2  | 4  | 4  | 3  | 5  | 7  | 5  | 7  | 8  |
| Trujillanos FC         | 9  | 14 | 5  | 9  | 11 | 12 | 15 | 16 | 14 | 15 | 12 | 11 | 9  | 8  | 8  | 6  | 9  | 8  | 9  |
| Deportivo Anzoátegui   | 15 | 10 | 8  | 11 | 7  | 11 | 16 | 12 | 8  | 11 | 7  | 7  | 10 | 9  | 9  | 9  | 10 | 10 | 10 |
| Estudiantes de Caracas | 13 | 6  | 6  | 7  | 8  | 8  | 13 | 14 | 10 | 8  | 10 | 12 | 11 | 10 | 11 | 11 | 12 | 11 | 11 |
| Carabobo FC            | 11 | 15 | 14 | 13 | 13 | 6  | 12 | 13 | 15 | 14 | 17 | 17 | 15 | 15 | 13 | 14 | 11 | 12 | 12 |
| Llaneros de Guanare    | 8  | 17 | 17 | 19 | 17 | 17 | 17 | 18 | 16 | 16 | 13 | 13 | 12 | 12 | 12 | 13 | 14 | 13 | 13 |
| Portuguesa FC          | 19 | 18 | 18 | 12 | 18 | 18 | 14 | 9  | 11 | 13 | 15 | 16 | 14 | 13 | 14 | 12 | 13 | 14 | 14 |
| Estudiantes de Mérida  | 4  | 7  | 3  | 2  | 2  | 3  | 6  | 10 | 12 | 10 | 11 | 10 | 13 | 14 | 15 | 15 | 15 | 15 | 15 |
| Atlético Venezuela     | 17 | 19 | 19 | 17 | 16 | 16 | 18 | 19 | 19 | 19 | 18 | 18 | 18 | 19 | 19 | 16 | 16 | 16 | 16 |
| Ureña SC               | 6  | 13 | 13 | 10 | 12 | 13 | 9  | 11 | 13 | 12 | 14 | 14 | 17 | 16 | 16 | 17 | 18 | 18 | 17 |
| Petare FC              | 12 | 8  | 12 | 14 | 14 | 15 | 11 | 15 | 17 | 17 | 16 | 15 | 16 | 17 | 17 | 18 | 19 | 19 | 18 |
| Metropolitanos FC      | 5  | 12 | 16 | 18 | 19 | 19 | 19 | 17 | 18 | 18 | 19 | 19 | 19 | 18 | 18 | 19 | 20 | 20 | 19 |
| Tucanes de Amazonas    | 20 | 20 | 20 | 20 | 20 | 20 | 20 | 20 | 20 | 20 | 20 | 20 | 20 | 20 | 20 | 20 | 17 | 17 | 20 |

## Resultados
- Los horarios corresponden a la hora local de Venezuela (UTC-4:30)

Calendario sujeto a cambios
| Trujillanos FC         | 1:1 | Deportivo La Guaira | Rafael Calles Pinto       | 11 de julio | 15:00 | TeleAragua/Meridiano TV           | 210   |
| Estudiantes de Caracas | 0:0 | Zulia FC            | Brígido Iriarte           | 11 de julio | 16:00 | --                                | 357   |
| Metropolitanos FC      | 1:0 | Atlético Venezuela  | Olímpico de la UCV        | 11 de julio | 17:00 | --                                | 931   |
| Deportivo Anzoátegui   | 1:2 | Deportivo Táchira   | José Antonio Anzoátegui   | 11 de julio | 19:00 | DirecTV Sports/Tves               | 4.930 |
| Tucanes de Amazonas    | 0:4 | Caracas FC          | Antonio José de Sucre     | 12 de julio | 15:00 | Tucanes TV                        | 5.847 |
| Deportivo Lara         | 1:2 | Aragua FC           | Metropolitano de Cabudare | 12 de julio | 15:30 | Promar TV/TeleAragua/Meridiano TV | 1.145 |
| Ureña SC               | 1:0 | Mineros de Guayana  | Pueblo Nuevo              | 12 de julio | 16:00 | TRT/La cuna del fútbol            | 925   |
| Llaneros de Guanare    | 1:1 | Zamora FC           | Rafael Calles Pinto       | 12 de julio | 16:00 | Telellano                         | 3.054 |
| Estudiantes de Mérida  | 1:0 | Portuguesa FC       | Metropolitano de Mérida   | 12 de julio | 16:00 | --                                | 2.148 |
| Petare FC              | 0:0 | Carabobo FC         | Olímpico de la UCV        | 12 de julio | 16:00 | --                                | 738   |

| Deportivo La Guaira | 1:0 | Llaneros de Guanare    | Olímpico de la UCV      | 18 de julio | 16:00 | --                                     | 622              |
| Portuguesa FC       | 0:1 | Estudiantes de Caracas | José Antonio Paez       | 19 de julio | 15:00 | --                                     | 1.508            |
| Zulia FC            | 4:0 | Ureña SC               | José Encarnación Romero | 19 de julio | 15:30 | --                                     | 4.115            |
| Atlético Venezuela  | 1:3 | Deportivo Anzoátegui   | Brígido Iriarte         | 19 de julio | 16:00 | --                                     | 391              |
| Mineros de Guayana  | 4:1 | Metropolitanos FC      | CTE Cachamay            | 19 de julio | 16:00 | DirecTV Sports/Tves/La cuna del fútbol | 5.854            |
| Carabobo FC         | 0:0 | Estudiantes de Mérida  | Misael Delgado          | 19 de julio | 16:00 | TeleAragua/TVR                         | 2.040            |
| Deportivo Táchira   | 1:1 | Trujillanos FC         | Pueblo Nuevo            | 19 de julio | 17:00 | TRT/ViVe Andes                         | 5.103            |
| Caracas FC          | 2:2 | Deportivo Lara         | Olímpico de la UCV      | 19 de julio | 17:00 | --                                     | 7.160            |
| Aragua FC           | 0:1 | Petare FC              | Hermanos Ghersi         | 19 de julio | 17:00 | --                                     | A Puerta Cerrada |
| Zamora FC           | 4:1 | Tucanes de Amazonas    | Agustín Tovar           | 19 de julio | 18:00 | Telellano                              | 2.211            |

| Estudiantes de Caracas | 0:0 | Carabobo FC         | Brígido Iriarte           | 22 de julio     | 15:00 | --                      | 836   |
| Llaneros de Guanare    | 0:1 | Deportivo Táchira   | Rafael Calles Pinto       | 22 de julio     | 16:00 | --                      | 1.414 |
| Deportivo Lara         | 1:0 | Petare FC           | Metropolitano de Cabudare | 22 de julio     | 16:00 | Promar TV               | 1.074 |
| Caracas FC             | 2:0 | Zamora FC           | Olímpico de la UCV        | 22 de julio     | 19:00 | DirecTV Sports          | 4.704 |
| Deportivo Anzoátegui   | 1:1 | Mineros de Guayana  | José Antonio Anzoátegui   | 22 de julio     | 19:00 | TeleAragua/Meridiano TV | 3.251 |
| Ureña SC               | 1:1 | Portuguesa FC       | Pueblo Nuevo              | 22 de julio     | 19:00 | --                      | 605   |
| Estudiantes de Mérida  | 2:0 | Aragua FC           | Metropolitano de Mérida   | 22 de julio     | 19:00 | --                      | 1.104 |
| Trujillanos FC         | 1:0 | Atlético Venezuela  | Rafael Calles Pinto       | 23 de julio     | 15:30 | --                      | 300   |
| Metropolitanos FC      | 0:1 | Zulia FC            | Olímpico de la UCV        | 23 de julio     | 19:00 | --                      | 457   |
| Tucanes de Amazonas    | 0:5 | Deportivo La Guaira | Antonio José de Sucre     | 3 de septiembre | 15:00 | --                      | 985   |

| Deportivo La Guaira | 0:0 | Caracas FC             | Olímpico de la UCV           | 25 de julio | 17:00 | TeleAragua/Meridiano TV            | 5.472 |
| Portuguesa FC       | 2:0 | Metropolitanos FC      | José Antonio Paez            | 26 de julio | 15:30 | --                                 | 1.260 |
| Zulia FC            | 1:0 | Deportivo Anzoátegui   | José Encarnación Romero      | 26 de julio | 15:30 | --                                 | 4.376 |
| Petare FC           | 0:1 | Estudiantes de Mérida  | Olímpico de la UCV           | 26 de julio | 16:00 | --                                 | 470   |
| Atlético Venezuela  | 3:1 | Llaneros de Guanare    | Brígido Iriarte              | 26 de julio | 16:00 | --                                 | 436   |
| Carabobo FC         | 0:0 | Ureña SC               | Polideportivo Misael Delgado | 26 de julio | 16:00 | --                                 | 2.211 |
| Mineros de Guayana  | 2:1 | Trujillanos FC         | CTE Cachamay                 | 26 de julio | 16:00 | La cuna del fútbol                 | 7.123 |
| Aragua FC           | 1:1 | Estudiantes de Caracas | Hermanos Ghersi              | 26 de julio | 17:00 | DirecTV Sports/Tves/TeleAragua/TVR | 1.015 |
| Deportivo Táchira   | 1:1 | Tucanes de Amazonas    | Pueblo Nuevo                 | 26 de julio | 17:00 | TRT/ViVe Andes                     | 4.515 |
| Zamora FC           | 4:2 | Deportivo Lara         | Agustín Tovar                | 26 de julio | 18:00 | Promar TV                          | 1.015 |

| Trujillanos FC         | 2:2 | Zulia FC              | Rafael Calles Pinto       | 1 de agosto | 15:30 | --                      | 300    |
| Estudiantes de Caracas | 2:2 | Petare FC             | Brígido Iriarte           | 1 de agosto | 16:00 | DirecTV Sports/Tves     | 787    |
| Metropolitanos FC      | 1:1 | Carabobo FC           | Olímpico de la UCV        | 1 de agosto | 17:00 | --                      | 744    |
| Deportivo Anzoátegui   | 3:0 | Portuguesa FC         | José Antonio Anzoátegui   | 1 de agosto | 19:00 | --                      | 2.692  |
| Tucanes de Amazonas    | 0:0 | Atlético Venezuela    | Antonio José de Sucre     | 2 de agosto | 15:00 | --                      | 673    |
| Deportivo Lara         | 2:0 | Estudiantes de Mérida | Metropolitano de Cabudare | 2 de agosto | 15:30 | Promar TV               | 1.295  |
| Llaneros de Guanare    | 2:1 | Mineros de Guayana    | Rafael Calles Pinto       | 2 de agosto | 16:00 | --                      | 1.294  |
| Ureña SC               | 1:1 | Aragua FC             | Pueblo Nuevo              | 2 de agosto | 16:00 | --                      | 1.337  |
| Caracas FC             | 0:0 | Deportivo Táchira     | Olímpico de la UCV        | 2 de agosto | 17:00 | TeleAragua/Meridiano TV | 16.205 |
| Zamora FC              | 1:1 | Deportivo La Guaira   | Agustín Tovar             | 2 de agosto | 18:00 | Telellano               | 4.039  |

| Carabobo FC           | 4:0 | Deportivo Anzoategui   | Polideportivo Misael Delgado | 8 de agosto   | 16:00 | --                          | 425   |
| Portuguesa FC         | 1-1 | Trujillanos            | José Antonio Paez            | 9 de agosto   | 15:00 | --                          | 2.455 |
| Zulia FC              | 3-3 | Llaneros de Guanare    | José Encarnación Romero      | 9 de agosto   | 15:30 | --                          | 5.440 |
| Atlético Venezuela    | 0-0 | Caracas FC             | Brígido Iriarte              | 9 de agosto   | 16:00 | --                          | 6.953 |
| Mineros de Guayana    | 4-2 | Tucanes de Amazonas    | CTE Cachamay                 | 9 de agosto   | 16:00 | --                          | 6.143 |
| Petare FC             | 1-1 | Ureña SC               | Olímpico de la UCV           | 9 de agosto   | 16:00 | --                          | 390   |
| Estudiantes de Mérida | 1-1 | Estudiantes de Caracas | Metropolitano de Mérida      | 9 de agosto   | 16:00 | Meridiano                   | 2.445 |
| Deportivo Táchira     | 2-1 | Zamora FC              | Pueblo Nuevo                 | 9 de agosto   | 17:00 | DirecTV Sports/Tves         | 4.846 |
| Aragua FC             | 1-0 | Metropolitanos FC      | Hermanos Ghersi              | 9 de agosto   | 17:00 | TeleAragua                  | 2.078 |
| Deportivo La Guaira   | 3:0 | Deportivo Lara         | Olímpico de la UCV           | 10 de octubre | 18:00 | TeleAragua/Meridiano TV/TVR | 645   |

| Deportivo La Guaira  | 2:0 | Deportivo Táchira      | Olímpico de la UCV        | 15 de agosto  | 16:00 | DirecTV Sports/Tves     | 907    |
| Deportivo Anzoátegui | 0:1 | Aragua FC              | José Antonio Anzoátegui   | 15 de agosto  | 19:00 | --                      | 1.250  |
| Tucanes de Amazonas  | 0-2 | Zulia FC               | Antonio José de Sucre     | 16 de agosto  | 15:00 | --                      | 719    |
| Deportivo Lara       | 3-1 | Estudiantes de Caracas | Metropolitano de Cabudare | 16 de agosto  | 15:30 | Promar TV               | 1.210  |
| Llaneros de Guanare  | 0-1 | Portuguesa FC          | Rafael Calles Pinto       | 16 de agosto  | 16:00 | TRP                     | 3.351  |
| Ureña SC             | 1-0 | Estudiantes de Mérida  | Pueblo Nuevo              | 16 de agosto  | 16:00 | TRT                     | 1.110  |
| Caracas FC           | 0:0 | Mineros de Guayana     | Olímpico de la UCV        | 16 de agosto  | 16:00 | TeleAragua/Meridiano TV | 8.236  |
| Zamora FC            | 3-0 | Atlético Venezuela     | Agustín Tovar             | 16 de agosto  | 18:00 | Telellano               | 2.820  |
| Metropolitanos FC    | 0-1 | Petare FC              | Olímpico de la UCV        | 17 de agosto  | 19:00 | --                      | 700    |
| Trujillanos FC       | 0:1 | Carabobo FC            | José Alberto Pérez        | 11 de octubre | 16:00 | --                      | 11.700 |

| Estudiantes de Caracas | 3-3 | Ureña SC             | Brígido Iriarte              | 22 de agosto | 16:00 | --                          | 789    |
| Zulia FC               | 0-0 | Caracas FC           | José Encarnación Romero      | 23 de agosto | 15:00 | TeleAragua/Meridiano TV/TVR | 15.441 |
| Portuguesa FC          | 4-0 | Tucanes de Amazonas  | José Antonio Paez            | 23 de agosto | 15:00 | --                          | 2.481  |
| Mineros de Guayana     | 3-2 | Zamora FC            | CTE Cachamay                 | 23 de agosto | 16:00 | DirecTV Sports/Tves         | 6.412  |
| Petare FC              | 0-1 | Deportivo Anzoátegui | Olímpico de la UCV           | 23 de agosto | 16:00 | --                          | 488    |
| Estudiantes de Mérida  | 0-1 | Metropolitanos FC    | Metropolitano de Mérida      | 23 de agosto | 16:00 | --                          | 1.365  |
| Deportivo Táchira      | 0-0 | Deportivo Lara       | Pueblo Nuevo                 | 23 de agosto | 17:00 | TRT/ViVe Andes/Promar TV    | 2.481  |
| Aragua FC              | 4-1 | Trujillanos FC       | Hermanos Ghersi              | 23 de agosto | 17:00 | TeleAragua/Meridiano TV/TVR | 2.265  |
| Atlético Venezuela     | 0-2 | Deportivo La Guaira  | Brígido Iriarte              | 23 de agosto | 18:00 | --                          | 535    |
| Carabobo FC            | 0-0 | Llaneros de Guanare  | Polideportivo Misael Delgado | 23 de agosto | 19:00 | TeleAragua/Meridiano TV/TVR | 1.186  |

| Trujillanos FC       | 3:0 | Petare FC              | Rafael Calles Pinto       | 29 de agosto    | 15:30 | Prensa Petare FC canal de Youtube | 160   |
| Deportivo Anzoátegui | 3:2 | Estudiantes de Mérida  | José Antonio Anzoátegui   | 29 de agosto    | 19:00 | --                                | 3.543 |
| Tucanes de Amazonas  | 1:0 | Carabobo FC            | Antonio José de Sucre     | 30 de agosto    | 15:00 | --                                | 1.051 |
| Deportivo Lara       | 2:1 | Ureña SC               | Metropolitano de Cabudare | 30 de agosto    | 15:30 | Promar TV                         | 964   |
| Llaneros de Guanare  | 1:0 | Aragua FC              | Rafael Calles Pinto       | 30 de agosto    | 16:00 | --                                | 830   |
| Deportivo Táchira    | 0:0 | Atlético Venezuela     | Pueblo Nuevo              | 30 de agosto    | 17:00 | TRT/ViVe Andes                    | 2.891 |
| Caracas FC           | 2:1 | Portuguesa FC          | Olímpico de la UCV        | 30 de agosto    | 17:00 | DirecTV Sports/Tves               | 5.412 |
| Zamora FC            | 1:0 | Zulia FC               | Agustín Tovar             | 30 de agosto    | 18:00 | TeleAragua/Meridiano TV/TVR       | 3.206 |
| Metropolitanos FC    | 0:1 | Estudiantes de Caracas | Olímpico de la UCV        | 1 de septiembre | 18:00 | --                                | 1.330 |
| Deportivo La Guaira  | 0:0 | Mineros de Guayana     | Olímpico de la UCV        | 12 de noviembre | 18:00 | DirecTV Sports                    | 165   |

| Zulia FC               | 1:1 | Deportivo La Guaira  | José Encarnación Romero | 11 de septiembre | 15:30 | TeleAragua/Meridiano TV/TVR | 3.460  |
| Estudiantes de Caracas | 2:0 | Deportivo Anzoátegui | Brígido Iriarte         | 12 de septiembre | 16:00 | DirecTV Sports/Tves         | 697    |
| Portuguesa FC          | 1:2 | Zamora FC            | José Antonio Paez       | 13 de septiembre | 15:00 | --                          | 3.935  |
| Atlético Venezuela     | 0:3 | Deportivo Lara       | Brígido Iriarte         | 13 de septiembre | 16:00 | Tves                        | 437    |
| Mineros de Guayana     | 1:1 | Deportivo Táchira    | CTE Cachamay            | 13 de septiembre | 16:00 | TeleAragua/Meridiano TV/TVR | 10.133 |
| Carabobo FC            | 1:1 | Caracas FC           | Misael Delgado          | 13 de septiembre | 16:00 | DirecTV Sports              | 3.053  |
| Petare FC              | 1:1 | Llaneros de Guanare  | Olímpico de la UCV      | 13 de septiembre | 16:00 | --                          | 286    |
| Estudiantes de Mérida  | 2:0 | Trujillanos FC       | Metropolitano de Mérida | 13 de septiembre | 16:00 | --                          | 1.260  |
| Ureña SC               | 0:0 | Metropolitanos FC    | Pueblo Nuevo            | 13 de septiembre | 16:00 | --                          | 1.724  |
| Aragua FC              | 1:0 | Tucanes de Amazonas  | Hermanos Ghersi         | 13 de septiembre | 17:00 | TeleAragua/Meridiano TV/TVR | 2.153  |

| Trujillanos FC       | 3:0 | Estudiantes de Caracas | Rafael Calles Pinto       | 19 de septiembre | 15:30 | --                          | 210   |
| Deportivo Táchira    | 2:2 | Zulia FC               | Pueblo Nuevo              | 19 de septiembre | 18:00 | TRT                         | 3.876 |
| Deportivo Anzoátegui | 4:0 | Ureña SC               | José Antonio Anzoátegui   | 19 de septiembre | 19:00 | --                          | 3.425 |
| Tucanes de Amazonas  | 1:1 | Petare FC              | Antonio José de Sucre     | 20 de septiembre | 15:00 | --                          | 1.188 |
| Deportivo Lara       | 2:1 | Metropolitanos FC      | Metropolitano de Cabudare | 20 de septiembre | 15:30 | Promar TV                   | 1:809 |
| Llaneros de Guanare  | 2:1 | Estudiantes de Mérida  | Rafael Calles Pinto       | 20 de septiembre | 16:00 | --                          | 563   |
| Atlético Venezuela   | 2:0 | Mineros de Guayana     | Brígido Iriarte           | 20 de septiembre | 16:00 | DirecTV Sports/Tves         | 453   |
| Caracas FC           | 1:2 | Aragua FC              | Olímpico de la UCV        | 20 de septiembre | 17:00 | TeleAragua/Meridiano TV/TVR | 5.132 |
| Zamora FC            | 2:1 | Carabobo FC            | Agustín Tovar             | 20 de septiembre | 18:00 | Telellano                   | 3.594 |
| Deportivo La Guaira  | 3:1 | Portuguesa FC          | Olímpico de la UCV        | 21 de septiembre | 17:00 | --                          | 469   |

| Metropolitanos FC      | 0:1 | Deportivo Anzoátegui | Olímpico de la UCV           | 26 de septiembre | 17:00 | --                                   | 763   |
| Portuguesa FC          | 1:3 | Deportivo Táchira    | José Antonio Paez            | 27 de septiembre | 15:00 | --                                   | 3.143 |
| Zulia FC               | 1:1 | Atlético Venezuela   | José Encarnación Romero      | 27 de septiembre | 15:30 | --                                   | 4.152 |
| Carabobo FC            | 2:3 | Deportivo La Guaira  | Polideportivo Misael Delgado | 27 de septiembre | 15:30 | TeleAragua/Meridiano TV/TVR          | 1.815 |
| Mineros de Guayana     | 1:0 | Deportivo Lara       | CTE Cachamay                 | 27 de septiembre | 16:00 | --                                   | 4.478 |
| Petare FC              | 1:1 | Caracas FC           | Olímpico de la UCV           | 27 de septiembre | 16:00 | DirecTV Sports/Tves/Prensa Petare FC | 2.871 |
| Estudiantes de Mérida  | 1:0 | Tucanes de Amazonas  | Metropolitano de Mérida      | 27 de septiembre | 16:00 | --                                   | 1.042 |
| Estudiantes de Caracas | 1:1 | Llaneros de Guanare  | Brígido Iriarte              | 27 de septiembre | 16:00 | --                                   | 1.382 |
| Ureña SC               | 0:1 | Trujillanos FC       | Pueblo Nuevo                 | 27 de septiembre | 16:00 | --                                   | 1.051 |
| Aragua FC              | 0:0 | Zamora FC            | Hermanos Ghersi              | 27 de septiembre | 17:00 | TeleAragua/Meridiano TV/TVR          | 7.310 |

| Trujillanos FC      | 2:1 | Metropolitanos FC         | Rafael Calles Pinto       | 3 de octubre  | 15:30 | --                          | 215   |
| Deportivo La Guaira | 0:2 | Aragua FC                 | Olímpico de la UCV        | 3 de octubre  | 16:00 | TeleAragua/Meridiano TV/TVR | 504   |
| Tucanes de Amazonas | 0:1 | Estudiantes de Caracas    | Antonio José de Sucre     | 4 de octubre  | 15:00 | --                          | 1.307 |
| Deportivo Lara      | 2:0 | Deportivo Anzoategui S.C. | Metropolitano de Cabudare | 4 de octubre  | 15:30 | Promar TV                   | 1.838 |
| Atlético Venezuela  | 1:2 | Portuguesa FC             | Brígido Iriarte           | 4 de octubre  | 16:00 | --                          | 516   |
| Llaneros de Guanare | 5:0 | Ureña SC                  | Rafael Calles Pinto       | 4 de octubre  | 16:00 | --                          | 1.276 |
| Deportivo Táchira   | 5:0 | Carabobo FC               | Pueblo Nuevo              | 4 de octubre  | 17:00 | --                          | 3.549 |
| Caracas FC          | 3:0 | Estudiantes de Mérida     | Olímpico de la UCV        | 4 de octubre  | 17:00 | DirecTV Sports              | 4.883 |
| Zamora FC           | 3:1 | Petare FC                 | Agustín Tovar             | 4 de octubre  | 18:00 | TeleAragua/Meridiano TV/TVR | 2.865 |
| Mineros de Guayana  | 2:2 | Zulia FC                  | CTE Cachamay              | 11 de octubre | 16:00 | --                          | 3.226 |

| Metropolitanos FC      | 2:0 | Llaneros de Guanare      | Olímpico de la UCV           | 17 de octubre | 17:00 | --                          | 293    |
| Deportivo Anzoátegui   | 1:1 | Trujillanos FC           | José Antonio Anzoátegui      | 17 de octubre | 19:00 | --                          | 1.230  |
| Portuguesa FC          | 2:1 | Mineros de Guayana       | José Antonio Paez            | 18 de octubre | 15:00 | --                          | 2.661  |
| Ureña SC               | 1:1 | Tucanes de Amazonas F.C. | Pueblo Nuevo                 | 18 de octubre | 15:00 | --                          | 399    |
| Zulia FC               | 1:2 | Deportivo Lara           | José Encarnación Romero      | 18 de octubre | 15:30 | Meridiano TV/TeleAragua/TVR | 3.379  |
| Petare FC              | 0:1 | Deportivo La Guaira      | Olímpico de la UCV           | 18 de octubre | 16:00 | --                          | 545    |
| Estudiantes de Mérida  | 1:2 | Zamora FC                | Metropolitano de Mérida      | 18 de octubre | 16:00 | --                          | 1.177  |
| Estudiantes de Caracas | 0:0 | Caracas FC               | Brígido Iriarte              | 18 de octubre | 16:00 | DirecTV Sports              | 5.418  |
| Aragua FC              | 2:2 | Deportivo Táchira        | Hermanos Ghersi              | 18 de octubre | 17:00 | Meridiano TV/TeleAragua/TVR | 11.471 |
| Carabobo FC            | 2:0 | Atlético Venezuela       | Polideportivo Misael Delgado | 18 de octubre | 17:00 | --                          | 1.721  |

| Deportivo La Guaira | 3:2 | Estudiantes de Mérida  | Olímpico de la UCV        | 24 de octubre | 16:00 | TeleAragua/TVR              | 793   |
| Tucanes de Amazonas | 3:1 | Metropolitanos FC      | Antonio José de Sucre     | 25 de octubre | 15:00 | --                          | 483   |
| Deportivo Lara      | 0:2 | Trujillanos FC         | Metropolitano de Cabudare | 25 de octubre | 15:30 | Promar TV                   | 1.880 |
| Zulia FC            | 2:1 | Portuguesa FC          | José Encarnación Romero   | 25 de octubre | 15:30 | --                          | 2.560 |
| Atlético Venezuela  | 1:2 | Aragua FC              | Brígido Iriarte           | 25 de octubre | 15:30 | Meridiano TV/TeleAragua/TVR | 345   |
| Llaneros de Guanare | 0:0 | Deportivo Anzoátegui   | Rafael Calles Pinto       | 25 de octubre | 16:00 | --                          | 3.700 |
| Mineros de Guayana  | 1:1 | Carabobo FC            | CTE Cachamay              | 25 de octubre | 16:00 | --                          | 2.106 |
| Deportivo Táchira   | 7:0 | Petare FC              | Pueblo Nuevo              | 25 de octubre | 17:00 | TRT                         | 4.413 |
| Caracas FC          | 2:0 | Ureña SC               | Olímpico de la UCV        | 25 de octubre | 17:00 | --                          | 4.382 |
| Zamora FC           | 2:0 | Estudiantes de Caracas | Agustín Tovar             | 25 de octubre | 18:00 | DirecTV Sports              | 3.748 |

| Trujillanos FC         | 2:1 | Llaneros de Guanare | José Alberto Pérez           | 31 de octubre  | 16:00 | --                                             | 2.369 |
| Metropolitanos FC      | 1:3 | Caracas FC          | Olímpico de la UCV           | 31 de octubre  | 17:00 | --                                             | 2.578 |
| Aragua FC              | 1:2 | Mineros de Guayana  | Hermanos Ghersi              | 31 de octubre  | 17:00 | TeleAragua/Meridiano TV/TVR/La cuna del fútbol | 7.180 |
| Deportivo Anzoátegui   | 2:0 | Tucanes de Amazonas | José Antonio Anzoátegui      | 31 de octubre  | 19:00 | --                                             | 1.053 |
| Estudiantes de Mérida  | 1:1 | Deportivo Táchira   | Metropolitano de Mérida      | 31 de octubre  | 19:00 | Pemex TV                                       | 3.269 |
| Portuguesa FC          | 2:0 | Deportivo Lara      | José Antonio Páez            | 1 de noviembre | 15:00 | --                                             | 2.537 |
| Ureña SC               | 2:5 | Zamora FC           | Pueblo Nuevo                 | 1 de noviembre | 15:00 | --                                             | 598   |
| Carabobo FC            | 0:0 | Zulia FC            | Polideportivo Misael Delgado | 1 de noviembre | 16:00 | --                                             | 2.133 |
| Petare FC              | 0:2 | Atlético Venezuela  | Olímpico de la UCV           | 1 de noviembre | 16:00 | Prensa Petare FC canal de Youtube              | 506   |
| Estudiantes de Caracas | 0:0 | Deportivo La Guaira | Brígido Iriarte              | 1 de noviembre | 16:00 | DirecTV Sports                                 | 1.278 |

| Portuguesa FC       | 0:1 | Carabobo FC            | José Antonio Paez         | 4 de noviembre | 15:00 | -- | 2.375 |
| Tucanes de Amazonas | 2:0 | Trujillanos FC         | Antonio José de Sucre     | 4 de noviembre | 15:00 | -- | 661   |
| Zulia FC            | 4:1 | Aragua FC              | José Encarnación Romero   | 4 de noviembre | 15:30 | -- | 1.154 |
| Deportivo Lara      | 3:1 | Llaneros de Guanare    | Metropolitano de Cabudare | 4 de noviembre | 15:30 | -- | 1.164 |
| Atlético Venezuela  | 1:0 | Estudiantes de Mérida  | Brígido Iriarte           | 4 de noviembre | 15:30 | -- | 323   |
| Mineros de Guayana  | 4:0 | Petare FC              | CTE Cachamay              | 4 de noviembre | 19:00 | -- | 2.104 |
| Zamora FC           | 4:0 | Metropolitanos FC      | Agustín Tovar             | 4 de noviembre | 19:00 | -- | 2.395 |
| Caracas FC          | 2:1 | Deportivo Anzoátegui   | Olímpico de la UCV        | 4 de noviembre | 19:00 | -- | 3.822 |
| Deportivo Táchira   | 4:0 | Estudiantes de Caracas | Pueblo Nuevo              | 4 de noviembre | 19:30 | -- | 3.681 |
| Deportivo La Guaira | 5:1 | Ureña SC               | Olímpico de la UCV        | 5 de noviembre | 19:00 | -- | 247   |

| Metropolitanos FC      | 1:2 | Deportivo La Guaira | Olímpico de la UCV        | 7 de noviembre | 17:00 | --                          | 385   |
| Deportivo Anzoátegui   | 2:4 | Zamora FC           | José Antonio Anzoátegui   | 7 de noviembre | 19:00 | DirecTV Sports              | 1.210 |
| Deportivo Lara         | 1:1 | Carabobo FC         | Metropolitano de Cabudare | 8 de noviembre | 15:30 | Promar TV                   | 645   |
| Petare FC              | 0:2 | Zulia FC            | Olímpico de la UCV        | 8 de noviembre | 16:00 | --                          | 296   |
| Estudiantes de Mérida  | 1:1 | Mineros de Guayana  | Metropolitano de Mérida   | 8 de noviembre | 16:00 | --                          | 824   |
| Estudiantes de Caracas | 4:3 | Atlético Venezuela  | Brígido Iriarte           | 8 de noviembre | 16:00 | --                          | 1.183 |
| Ureña SC               | 1:3 | Deportivo Táchira   | Pueblo Nuevo              | 8 de noviembre | 16:00 | TRT                         | 6.833 |
| Llaneros de Guanare    | 1:0 | Tucanes de Amazonas | Rafael Calles Pinto       | 8 de noviembre | 16:00 | --                          | 3.605 |
| Trujillanos FC         | 1:0 | Caracas FC          | José Alberto Pérez        | 8 de noviembre | 16:00 | --                          | 3.343 |
| Aragua FC              | 3:1 | Portuguesa FC       | Hermanos Ghersi           | 8 de noviembre | 17:00 | Meridiano TV/TeleAragua/TVR | 4.975 |

| Portuguesa FC       | 1:2 | Petare FC              | José Antonio Paez            | 18 de noviembre | 15:00 | --        | 730   |
| Tucanes de Amazonas | 0:0 | Deportivo Lara         | Antonio José de Sucre        | 18 de noviembre | 15:00 | --        | 7.532 |
| Zulia FC            | 4:0 | Estudiantes de Mérida  | José Encarnación Romero      | 18 de noviembre | 15:00 | --        | 7.068 |
| Atlético Venezuela  | 2:3 | Ureña SC               | Brígido Iriarte              | 18 de noviembre | 15:00 | --        | 389   |
| Carabobo FC         | 1:1 | Aragua FC              | Polideportivo Misael Delgado | 18 de noviembre | 15:00 | --        | 1.800 |
| Zamora FC           | 2:2 | Trujillanos FC         | Agustín Tovar                | 18 de noviembre | 15:00 | Telellano | 1.675 |
| Mineros de Guayana  | 4:0 | Estudiantes de Caracas | CTE Cachamay                 | 18 de noviembre | 15:00 | --        | 2.165 |
| Deportivo Táchira   | 2:3 | Metropolitanos FC      | Pueblo Nuevo                 | 18 de noviembre | 15:00 | TRT       | 1.831 |
| Caracas FC          | 0:0 | Llaneros de Guanare    | Olímpico de la UCV           | 18 de noviembre | 15:00 | --        | 4.036 |
| Deportivo La Guaira | 2:1 | Deportivo Anzoátegui   | Olímpico de la UCV           | 19 de noviembre | 19:00 | --        | 225   |

## Permanencia
| 28 de noviembre de 2015, 15:00 | Deportivo JBL Zulia                 | 2:2 (2:1) | Metropolitanos FC         | Estadio José Encarnación Romero, Maracaibo          |                                                     |
|                                | Richard Celis 15' · Óscar Núñez 33' | Reporte   | Guillermo Banquez 16' 74' | Asistencia: 120 espectadores Árbitro(s): Jean Gómez | Asistencia: 120 espectadores Árbitro(s): Jean Gómez |

| 3 de diciembre de 2015, 16:00 | Metropolitanos FC      | 0:3     | Deportivo JBL Zulia | Estadio Olímpico de la UCV, Caracas                |                                                    |
| | Nelson Semperena 90+3' | Reporte | Richard Celis 80'   | Asistencia: 732 espectadores Árbitro(s): Juan Soto | Asistencia: 732 espectadores Árbitro(s): Juan Soto |
| Partido Finalizado 1:1. debido a una alineación indebida del jugador Anderson Arcineagas (Metropolitanos FC) que debía cumplir sanción por acumulación de tarjetas amarillas |                        |         |                     |                                                    |                                                    |

## Liguilla
La Liguilla se jugará cuando finalice el Todos Contra Todos, donde siete de los ocho clubes jugarán por dos cupos a la Copa Sudamericana 2016 (El Deportivo La Guaira ya logró su clasificación a la Copa Sudamericana por ganar la Copa Venezuela 2015) y el Campeonato. El local en la ida se encuentra en la línea de abajo, el local en la vuelta está en la línea de arriba.
|  | Cuartos de final     | Cuartos de final     | Cuartos de final     |   |                     | Semifinales                      | Semifinales                      | Semifinales                      |  |  | Final               | Final               | Final               |
|  | 21 y 25 de noviembre | 21 y 25 de noviembre | 21 y 25 de noviembre |   |                     | 29 de noviembre y 2 de diciembre | 29 de noviembre y 2 de diciembre | 29 de noviembre y 2 de diciembre |  |  | 9 y 13 de diciembre | 9 y 13 de diciembre | 9 y 13 de diciembre |
|  |                      |                      |                      |   |                     |                                  |                                  |                                  |  |  |                     |                     |                     |
|  | Deportivo La Guaira  | 2                    | 2                    |   |                     |                                  |                                  |                                  |  |  |                     |                     |                     |
|  | Deportivo Lara       | 0                    | 0                    |   |                     |                                  |                                  |                                  |  |  |                     |                     |                     |
|  | Deportivo Lara       | 0                    | 0                    |   | Deportivo La Guaira | 2                                | 2                                |                                  |  |  |                     |                     |                     |
|  |                      |                      |                      |   | Deportivo La Guaira | 2                                | 2                                |                                  |  |  |                     |                     |                     |
|  |                      | Aragua FC            | 0                    | 0 |                     |                                  |                                  |                                  |  |  |                     |                     |                     |
|  | Zulia FC             | Aragua FC            | 0                    | 0 | 0                   | 1                                |                                  |                                  |  |  |                     |                     |                     |
|  | Zulia FC             |                      |                      |   | 0                   | 1                                |                                  |                                  |  |  |                     |                     |                     |
|  | Aragua FC            | 0                    | 1                    |   |                     |                                  |                                  |                                  |  |  |                     |                     |                     |
|  |                      |                      |                      |   |                     |                                  |                                  |                                  |  |  | Zamora FC           | 2                   | 0                   |
|  |                      |                      | Deportivo La Guaira  | 0 | 1                   |                                  |                                  |                                  |  |  |                     |                     |                     |
|  | Zamora FC            | 1                    | 3                    |   |                     |                                  |                                  |                                  |  |  |                     |                     |                     |
|  | Caracas FC           | 1                    | 1                    |   |                     |                                  |                                  |                                  |  |  |                     |                     |                     |
|  | Caracas FC           | 1                    | 1                    |   | Zamora FC           | 3                                | 4                                |                                  |  |  |                     |                     |                     |
|  |                      |                      |                      |   | Zamora FC           | 3                                | 4                                |                                  |  |  |                     |                     |                     |
|  |                      | Mineros              | 2                    | 1 |                     |                                  |                                  |                                  |  |  |                     |                     |                     |
|  | Deportivo Táchira    | Mineros              | 2                    | 1 | 1                   | 2                                |                                  |                                  |  |  |                     |                     |                     |
|  | Deportivo Táchira    |                      |                      |   | 1                   | 2                                |                                  |                                  |  |  |                     |                     |                     |
|  | Mineros              | 4                    | 0                    |   |                     |                                  |                                  |                                  |  |  |                     |                     |                     |

### Cuartos de final
- La hora de cada encuentro corresponde al huso horario que rige a Venezuela (UTC-4:30)

| 22 de noviembre de 2015, 17:00 | Deportivo Lara | 0:2 (0:1) | Deportivo La Guaira       | Estadio Metropolitano de Cabudare, Cabudare               |                                                           |
|                                |                |           | Arrieta 44' · Manzano 59' | Asistencia: 505 espectadores Árbitro(s): Marlon Escalante | Asistencia: 505 espectadores Árbitro(s): Marlon Escalante |

| 25 de noviembre de 2015, 19:30 | Deportivo La Guaira       | 2:0 (0:0) | Deportivo Lara | Estadio Olímpico de la UCV, Caracas                     |                                                         |
|                                | González 50' · Bracho 83' |           |                | Asistencia: 194 espectadores Árbitro(s): Adrián Cabello | Asistencia: 194 espectadores Árbitro(s): Adrián Cabello |

| 22 de noviembre de 2015, 16:00 | Mineros de Guayana                      | 4:1 (2:0) | Deportivo Táchira | Estadio Cachamay, Ciudad Guayana                    |                                                     |
|                                | Acosta 15' · Blanco 41' 60' · Matos 49' |           | Reyes 81'         | Asistencia: 6361 espectadores Árbitro(s): Juan Soto | Asistencia: 6361 espectadores Árbitro(s): Juan Soto |

| 25 de noviembre de 2015, 17:30 | Deportivo Táchira              | 2:0 (0:0) | Mineros de Guayana | Polideportivo de Pueblo Nuevo, San Cristóbal           |                                                        |
|                                | Cermeno 48' · Matos 67' (a.g.) |           |                    | Asistencia: 4136 espectadores Árbitro(s): Mayker Gómez | Asistencia: 4136 espectadores Árbitro(s): Mayker Gómez |

| 22 de noviembre de 2015, 17:00 | Caracas FC   | 1:1 (0:1) | Zamora FC | Estadio Olímpico de la UCV, Caracas                   |                                                       |
|                                | Casseres 83' |           | Vargas 2' | Asistencia: 5093 espectadores Árbitro(s): José Argote | Asistencia: 5093 espectadores Árbitro(s): José Argote |

| 25 de noviembre de 2015, 19:30 | Zamora FC                          | 3:1 (2:0) | Caracas FC | Estadio Agustín Tovar, Barinas                             |                                                            |
|                                | Flores 17' · Moreno 44' 48' (pen.) |           | Maita 83'  | Asistencia: 6110 espectadores Árbitro(s): Jesús Valenzuela | Asistencia: 6110 espectadores Árbitro(s): Jesús Valenzuela |

| 22 de noviembre de 2015, 19:00 | Aragua FC | 0:0 | Zulia FC | Estadio Hermanos Ghersi, Maracay                           |  |
|                                |           |     |          | Asistencia: 6150 espectadores Árbitro(s): Jesús Valenzuela |  |

| 25 de noviembre de 2015, 15:30 | Zulia FC     | 1:1 (0:0) | Aragua FC      | Estadio José Encarnación Romero, Maracaibo                   |                                                              |
|                                | Ganzález 88' |           | Etchemaite 85' | Asistencia: 10 108 espectadores Árbitro(s): Marlon Escalante | Asistencia: 10 108 espectadores Árbitro(s): Marlon Escalante |

### Semifinal
| 29 de noviembre de 2015, 18:00 | Aragua FC | 0:2 (0:1) | Deportivo La Guaira        | Estadio Hermanos Ghersi, Maracay                               |                                                                |
|                                |           | Reporte   | Arrieta 21' · Granados 82' | Asistencia: 12 335 espectadores Árbitro(s): Juan Carlos Cabeza | Asistencia: 12 335 espectadores Árbitro(s): Juan Carlos Cabeza |

| 2 de diciembre de 2015, 17:30 | Deportivo La Guaira           | 2:0 (1:0) | Aragua FC | Estadio Olímpico de la UCV, Caracas                    |                                                        |
|                               | Pérez Greco 31' · Manzano 71' | Reporte   |           | Asistencia: 481 espectadores Árbitro(s): Ángel Arteaga | Asistencia: 481 espectadores Árbitro(s): Ángel Arteaga |

| 29 de noviembre de 2015, 16:00 | Mineros de Guayana       | 2:3 (1:2) | Zamora FC                                      | Estadio Cachamay, Ciudad Guayana                           |                                                            |
|                                | Blanco 9' · Arrieche 48' |           | Flores 29' (pen.) · Soteldo 32' · Martínez 82' | Asistencia: 12 123 espectadores Árbitro(s): Alexis Herrera | Asistencia: 12 123 espectadores Árbitro(s): Alexis Herrera |

| 2 de diciembre de 2015, 19:30 | Zamora FC                                                | 4:1 (2:0) | Mineros de Guayana | Estadio Agustín Tovar, Barinas                               |                                                              |
|                               | Soteldo 8' · Moreno 39' · Clarke 72' · Ovalle 89' (pen.) | Reporte   | Chancellor 53'     | Asistencia: 14 456 espectadores Árbitro(s): Marlon Escalante | Asistencia: 14 456 espectadores Árbitro(s): Marlon Escalante |

## Final
La final del Torneo de Adecuación 2015 del fútbol nacional se jugará con el formato de ida y vuelta. Ambos partidos tendrán transmisión televisiva de DirecTV Sports, Telearagua Y Meridiano Televisión .

### Ida
| 25    | Guardameta     | Luis Curiel       |     |
| 22    | Defensa        | Ángel Faria       |     |
| 19    | Defensa        | Edwin Peraza      |     |
| 24    | Defensa        | Yordan Osorio     |     |
| 6     | Defensa        | Luis Ovalle       |     |
| 8     | Centrocampista | Arles Flores      |     |
| 27    | Centrocampista | Luis Melo         |     |
| 21    | Centrocampista | Ricardo Clarke    |     |
| 11    | Centrocampista | Johan Moreno      | 68' |
| 30    | Delantero      | Yeferson Soteldo  |     |
| 29    | Delantero      | Leandro Vargas    | 81' |
| D. T. | D. T.          | Francesco Stifano |     |

| 25    | Guardameta     | Luis Rojas         |     |
| 2     | Defensa        | Jhon Chacón        |     |
| 22    | Defensa        | Víctor Rivero      |     |
| 4     | Defensa        | Daniel Benítez     |     |
| 13    | Defensa        | José Luis Granados |     |
| 21    | Centrocampista | Edgar Pérez Greco  |     |
| 16    | Centrocampista | Vicente Suanno     | 62' |
| 8     | Centrocampista | Javier García      |     |
| 20    | Centrocampista | Darwin González    | 62' |
| 10    | Centrocampista | Gustavo Rojas      | 78' |
| 9     | Delantero      | Matías Manzano     |     |
| D. T. | D. T.          | Leonardo González  |     |

| 13 | Delantero      | César Martínez | 68' |
| 7  | Centrocampista | Ynmer González | 81' |

| 6  | Centrocampista | Arquímedes Figuera | 62' |
| 23 | Delantero      | Ángel Osorio       | 62' |
| 15 | Defensa        | Edward Bracho      | 78' |

| 10' · 53' | Leandro Vargas Johan Moreno | 1:0 2:0 |

| 7' · 7' · 54' | Ángel Faría Arles Flores Johan Moreno |

| 7' · 51' | Jhon Chacón Javier García |

| Principal  | José Luis Hoyo     |
| Asistentes | Carlos López       |
|            | Francescoly Chacón |
| Cuarto     | Freddy Briceño     |
| Quinto     | Ángel Díaz         |

| 25    | Guardameta     | Luis Curiel       |     |
| 22    | Defensa        | Ángel Faria       |     |
| 19    | Defensa        | Edwin Peraza      |     |
| 24    | Defensa        | Yordan Osorio     |     |
| 6     | Defensa        | Luis Ovalle       |     |
| 8     | Centrocampista | Arles Flores      |     |
| 27    | Centrocampista | Luis Melo         |     |
| 21    | Centrocampista | Ricardo Clarke    |     |
| 11    | Centrocampista | Johan Moreno      | 68' |
| 30    | Delantero      | Yeferson Soteldo  |     |
| 29    | Delantero      | Leandro Vargas    | 81' |
| D. T. | D. T.          | Francesco Stifano |     |

| 25    | Guardameta     | Luis Rojas         |     |
| 2     | Defensa        | Jhon Chacón        |     |
| 22    | Defensa        | Víctor Rivero      |     |
| 4     | Defensa        | Daniel Benítez     |     |
| 13    | Defensa        | José Luis Granados |     |
| 21    | Centrocampista | Edgar Pérez Greco  |     |
| 16    | Centrocampista | Vicente Suanno     | 62' |
| 8     | Centrocampista | Javier García      |     |
| 20    | Centrocampista | Darwin González    | 62' |
| 10    | Centrocampista | Gustavo Rojas      | 78' |
| 9     | Delantero      | Matías Manzano     |     |
| D. T. | D. T.          | Leonardo González  |     |

| 13 | Delantero      | César Martínez | 68' |
| 7  | Centrocampista | Ynmer González | 81' |

| 6  | Centrocampista | Arquímedes Figuera | 62' |
| 23 | Delantero      | Ángel Osorio       | 62' |
| 15 | Defensa        | Edward Bracho      | 78' |

| 10' · 53' | Leandro Vargas Johan Moreno | 1:0 2:0 |

| 7' · 7' · 54' | Ángel Faría Arles Flores Johan Moreno |

| 7' · 51' | Jhon Chacón Javier García |

| Principal  | José Luis Hoyo     |
| Asistentes | Carlos López       |
|            | Francescoly Chacón |
| Cuarto     | Freddy Briceño     |
| Quinto     | Ángel Díaz         |

| 25    | Guardameta     | Luis Curiel       |     |
| 22    | Defensa        | Ángel Faria       |     |
| 19    | Defensa        | Edwin Peraza      |     |
| 24    | Defensa        | Yordan Osorio     |     |
| 6     | Defensa        | Luis Ovalle       |     |
| 8     | Centrocampista | Arles Flores      |     |
| 27    | Centrocampista | Luis Melo         |     |
| 21    | Centrocampista | Ricardo Clarke    |     |
| 11    | Centrocampista | Johan Moreno      | 68' |
| 30    | Delantero      | Yeferson Soteldo  |     |
| 29    | Delantero      | Leandro Vargas    | 81' |
| D. T. | D. T.          | Francesco Stifano |     |

| 25    | Guardameta     | Luis Rojas         |     |
| 2     | Defensa        | Jhon Chacón        |     |
| 22    | Defensa        | Víctor Rivero      |     |
| 4     | Defensa        | Daniel Benítez     |     |
| 13    | Defensa        | José Luis Granados |     |
| 21    | Centrocampista | Edgar Pérez Greco  |     |
| 16    | Centrocampista | Vicente Suanno     | 62' |
| 8     | Centrocampista | Javier García      |     |
| 20    | Centrocampista | Darwin González    | 62' |
| 10    | Centrocampista | Gustavo Rojas      | 78' |
| 9     | Delantero      | Matías Manzano     |     |
| D. T. | D. T.          | Leonardo González  |     |

| 13 | Delantero      | César Martínez | 68' |
| 7  | Centrocampista | Ynmer González | 81' |

| 6  | Centrocampista | Arquímedes Figuera | 62' |
| 23 | Delantero      | Ángel Osorio       | 62' |
| 15 | Defensa        | Edward Bracho      | 78' |

| 10' · 53' | Leandro Vargas Johan Moreno | 1:0 2:0 |

| 7' · 7' · 54' | Ángel Faría Arles Flores Johan Moreno |

| 7' · 51' | Jhon Chacón Javier García |

| Principal  | José Luis Hoyo     |
| Asistentes | Carlos López       |
|            | Francescoly Chacón |
| Cuarto     | Freddy Briceño     |
| Quinto     | Ángel Díaz         |

| 25    | Guardameta     | Luis Curiel       |     |
| 22    | Defensa        | Ángel Faria       |     |
| 19    | Defensa        | Edwin Peraza      |     |
| 24    | Defensa        | Yordan Osorio     |     |
| 6     | Defensa        | Luis Ovalle       |     |
| 8     | Centrocampista | Arles Flores      |     |
| 27    | Centrocampista | Luis Melo         |     |
| 21    | Centrocampista | Ricardo Clarke    |     |
| 11    | Centrocampista | Johan Moreno      | 68' |
| 30    | Delantero      | Yeferson Soteldo  |     |
| 29    | Delantero      | Leandro Vargas    | 81' |
| D. T. | D. T.          | Francesco Stifano |     |

| 25    | Guardameta     | Luis Rojas         |     |
| 2     | Defensa        | Jhon Chacón        |     |
| 22    | Defensa        | Víctor Rivero      |     |
| 4     | Defensa        | Daniel Benítez     |     |
| 13    | Defensa        | José Luis Granados |     |
| 21    | Centrocampista | Edgar Pérez Greco  |     |
| 16    | Centrocampista | Vicente Suanno     | 62' |
| 8     | Centrocampista | Javier García      |     |
| 20    | Centrocampista | Darwin González    | 62' |
| 10    | Centrocampista | Gustavo Rojas      | 78' |
| 9     | Delantero      | Matías Manzano     |     |
| D. T. | D. T.          | Leonardo González  |     |

| 13 | Delantero      | César Martínez | 68' |
| 7  | Centrocampista | Ynmer González | 81' |

| 6  | Centrocampista | Arquímedes Figuera | 62' |
| 23 | Delantero      | Ángel Osorio       | 62' |
| 15 | Defensa        | Edward Bracho      | 78' |

| 10' · 53' | Leandro Vargas Johan Moreno | 1:0 2:0 |

| 7' · 7' · 54' | Ángel Faría Arles Flores Johan Moreno |

| 7' · 51' | Jhon Chacón Javier García |

| Principal  | José Luis Hoyo     |
| Asistentes | Carlos López       |
|            | Francescoly Chacón |
| Cuarto     | Freddy Briceño     |
| Quinto     | Ángel Díaz         |

### Vuelta
| 25    | Guardameta     | Luis Rojas         |     |
| 22    | Defensa        | Víctor Rivero      |     |
| 4     | Defensa        | Daniel Benítez     |     |
| 3     | Defensa        | Luis Morguillo     |     |
| 13    | Defensa        | José Luis Granados |     |
| 16    | Centrocampista | Vicente Suanno     | 60' |
| 6     | Centrocampista | Arquímedes Figuera |     |
| 10    | Centrocampista | Gustavo Rojas      | 72' |
| 21    | Centrocampista | Edgar Pérez Greco  |     |
| 23    | Delantero      | Ángel Osorio       | 60' |
| 9     | Delantero      | Matías Manzano     |     |
| D. T. | D. T.          | Leonardo González  |     |

| 25    | Guardameta     | Luis Curiel       |     |
| 22    | Defensa        | Ángel Faria       |     |
| 19    | Defensa        | Edwin Peraza      |     |
| 24    | Defensa        | Yordan Osorio     |     |
| 6     | Defensa        | Luis Ovalle       |     |
| 8     | Centrocampista | Arles Flores      |     |
| 27    | Centrocampista | Luis Melo         |     |
| 30    | Centrocampista | Yeferson Soteldo  | 89' |
| 21    | Delantero      | Ricardo Clarke    |     |
| 11    | Delantero      | Johan Moreno      | 70' |
| 29    | Delantero      | Leandro Vargas    | 79' |
| D. T. | D. T.          | Francesco Stifano |     |

| 8  | Centrocampista | Javier García   | 60' |
| 20 | Centrocampista | Darwin González | 60' |
| 30 | Delantero      | Luis Martell    | 72' |

| 11 | Centrocampista | Jhoan Arenas   | 70' |
| 7  | Centrocampista | Ynmer González | 79' |
|    | Centrocampista | José Pinto     | 89' |

| 79' | Darwin González | 1:0 |

| 13' · 33' · 75' · 86' | Vicente Suanno Arquímedes Figuera Javier García Luis Morguillo |

| 8' · 77' · 80' · 90+3' | Johan Moreno Arles Flores Luis Curiel Luis Ovalle |

| Principal  | Jesús Valenzuela |
| Asistentes | César Archila    |
|            | Alberto Ponte    |
| Cuarto     | Ramón Ortega     |
| Quinto     | Juan Prior       |

| 25    | Guardameta     | Luis Rojas         |     |
| 22    | Defensa        | Víctor Rivero      |     |
| 4     | Defensa        | Daniel Benítez     |     |
| 3     | Defensa        | Luis Morguillo     |     |
| 13    | Defensa        | José Luis Granados |     |
| 16    | Centrocampista | Vicente Suanno     | 60' |
| 6     | Centrocampista | Arquímedes Figuera |     |
| 10    | Centrocampista | Gustavo Rojas      | 72' |
| 21    | Centrocampista | Edgar Pérez Greco  |     |
| 23    | Delantero      | Ángel Osorio       | 60' |
| 9     | Delantero      | Matías Manzano     |     |
| D. T. | D. T.          | Leonardo González  |     |

| 25    | Guardameta     | Luis Curiel       |     |
| 22    | Defensa        | Ángel Faria       |     |
| 19    | Defensa        | Edwin Peraza      |     |
| 24    | Defensa        | Yordan Osorio     |     |
| 6     | Defensa        | Luis Ovalle       |     |
| 8     | Centrocampista | Arles Flores      |     |
| 27    | Centrocampista | Luis Melo         |     |
| 30    | Centrocampista | Yeferson Soteldo  | 89' |
| 21    | Delantero      | Ricardo Clarke    |     |
| 11    | Delantero      | Johan Moreno      | 70' |
| 29    | Delantero      | Leandro Vargas    | 79' |
| D. T. | D. T.          | Francesco Stifano |     |

| 8  | Centrocampista | Javier García   | 60' |
| 20 | Centrocampista | Darwin González | 60' |
| 30 | Delantero      | Luis Martell    | 72' |

| 11 | Centrocampista | Jhoan Arenas   | 70' |
| 7  | Centrocampista | Ynmer González | 79' |
|    | Centrocampista | José Pinto     | 89' |

| 79' | Darwin González | 1:0 |

| 13' · 33' · 75' · 86' | Vicente Suanno Arquímedes Figuera Javier García Luis Morguillo |

| 8' · 77' · 80' · 90+3' | Johan Moreno Arles Flores Luis Curiel Luis Ovalle |

| Principal  | Jesús Valenzuela |
| Asistentes | César Archila    |
|            | Alberto Ponte    |
| Cuarto     | Ramón Ortega     |
| Quinto     | Juan Prior       |

| 25    | Guardameta     | Luis Rojas         |     |
| 22    | Defensa        | Víctor Rivero      |     |
| 4     | Defensa        | Daniel Benítez     |     |
| 3     | Defensa        | Luis Morguillo     |     |
| 13    | Defensa        | José Luis Granados |     |
| 16    | Centrocampista | Vicente Suanno     | 60' |
| 6     | Centrocampista | Arquímedes Figuera |     |
| 10    | Centrocampista | Gustavo Rojas      | 72' |
| 21    | Centrocampista | Edgar Pérez Greco  |     |
| 23    | Delantero      | Ángel Osorio       | 60' |
| 9     | Delantero      | Matías Manzano     |     |
| D. T. | D. T.          | Leonardo González  |     |

| 25    | Guardameta     | Luis Curiel       |     |
| 22    | Defensa        | Ángel Faria       |     |
| 19    | Defensa        | Edwin Peraza      |     |
| 24    | Defensa        | Yordan Osorio     |     |
| 6     | Defensa        | Luis Ovalle       |     |
| 8     | Centrocampista | Arles Flores      |     |
| 27    | Centrocampista | Luis Melo         |     |
| 30    | Centrocampista | Yeferson Soteldo  | 89' |
| 21    | Delantero      | Ricardo Clarke    |     |
| 11    | Delantero      | Johan Moreno      | 70' |
| 29    | Delantero      | Leandro Vargas    | 79' |
| D. T. | D. T.          | Francesco Stifano |     |

| 8  | Centrocampista | Javier García   | 60' |
| 20 | Centrocampista | Darwin González | 60' |
| 30 | Delantero      | Luis Martell    | 72' |

| 11 | Centrocampista | Jhoan Arenas   | 70' |
| 7  | Centrocampista | Ynmer González | 79' |
|    | Centrocampista | José Pinto     | 89' |

| 79' | Darwin González | 1:0 |

| 13' · 33' · 75' · 86' | Vicente Suanno Arquímedes Figuera Javier García Luis Morguillo |

| 8' · 77' · 80' · 90+3' | Johan Moreno Arles Flores Luis Curiel Luis Ovalle |

| Principal  | Jesús Valenzuela |
| Asistentes | César Archila    |
|            | Alberto Ponte    |
| Cuarto     | Ramón Ortega     |
| Quinto     | Juan Prior       |

| 25    | Guardameta     | Luis Rojas         |     |
| 22    | Defensa        | Víctor Rivero      |     |
| 4     | Defensa        | Daniel Benítez     |     |
| 3     | Defensa        | Luis Morguillo     |     |
| 13    | Defensa        | José Luis Granados |     |
| 16    | Centrocampista | Vicente Suanno     | 60' |
| 6     | Centrocampista | Arquímedes Figuera |     |
| 10    | Centrocampista | Gustavo Rojas      | 72' |
| 21    | Centrocampista | Edgar Pérez Greco  |     |
| 23    | Delantero      | Ángel Osorio       | 60' |
| 9     | Delantero      | Matías Manzano     |     |
| D. T. | D. T.          | Leonardo González  |     |

| 25    | Guardameta     | Luis Curiel       |     |
| 22    | Defensa        | Ángel Faria       |     |
| 19    | Defensa        | Edwin Peraza      |     |
| 24    | Defensa        | Yordan Osorio     |     |
| 6     | Defensa        | Luis Ovalle       |     |
| 8     | Centrocampista | Arles Flores      |     |
| 27    | Centrocampista | Luis Melo         |     |
| 30    | Centrocampista | Yeferson Soteldo  | 89' |
| 21    | Delantero      | Ricardo Clarke    |     |
| 11    | Delantero      | Johan Moreno      | 70' |
| 29    | Delantero      | Leandro Vargas    | 79' |
| D. T. | D. T.          | Francesco Stifano |     |

| 8  | Centrocampista | Javier García   | 60' |
| 20 | Centrocampista | Darwin González | 60' |
| 30 | Delantero      | Luis Martell    | 72' |

| 11 | Centrocampista | Jhoan Arenas   | 70' |
| 7  | Centrocampista | Ynmer González | 79' |
|    | Centrocampista | José Pinto     | 89' |

| 79' | Darwin González | 1:0 |

| 13' · 33' · 75' · 86' | Vicente Suanno Arquímedes Figuera Javier García Luis Morguillo |

| 8' · 77' · 80' · 90+3' | Johan Moreno Arles Flores Luis Curiel Luis Ovalle |

| Principal  | Jesús Valenzuela |
| Asistentes | César Archila    |
|            | Alberto Ponte    |
| Cuarto     | Ramón Ortega     |
| Quinto     | Juan Prior       |

| Campeón                                         |
| Zamora FC Clasifica a la Copa Sudamericana 2016 |

## Máximos goleadores
- Datos según la página oficial de la competición.

| Pos. | Jugador          | Equipo              | Goles | Jugada | Penal |
| ---- | ---------------- | ------------------- | ----- | ------ | ----- |
| 1.º  | Manuel Arteaga   | Zulia FC            | 17    | 14     | 3     |
| 2.º  | Yeferson Soteldo | Zamora FC           | 12    | 10     | 1     |
| 3.º  | Richard Blanco   | Mineros de Guayana  | 12    | 9      | 3     |
| 4.º  | Ricardo Clarke   | Zamora FC           | 10    | 10     | 0     |
| 5.º  | Matías Manzano   | Deportivo La Guaira | 10    | 9      | 1     |

Actualizado: Jornada 19